# EM i håndbold 2012 (kvinder)
Europamesterskabet i håndbold 2012 for kvinder var det 10. EM i håndbold for kvinder. Slutrunden blev afviklet i perioden 4. – 16. december 2012 i Serbien. Oprindeligt var Holland blevet udpeget som værtsland, men den 4. juni 2012 oplyste European Handball Federation, at det hollandske håndboldforbund havde trukket sig som arrangør af slutrunden, og som erstatning valgte EHF Serbien som værtsland.
Mesterskabet blev vundet af OL-sølvvinderne Montenegro, som i finalen besejrede de olympiske mestre fra Norge med 34-31 efter 2 × forlænget spilletid. Dermed fik det montenegrinske hold revanche for nederlaget til netop nordmændene i OL-finalen fire måneder tidligere. Det var første gang, at Montenegro vandt et internationalt mesterskab. Til gengæld var det første gang siden 2002, at Norge ikke vandt europamesterskabet. Bronzemedaljerne gik til Ungarn, som i bronzekampen besejrede værtslandet Serbien med 41-38 efter forlænget spilletid, og som dermed vandt medaljer ved et internationalt mesterskab for første gang siden VM 2005.

## Slutrunde

### Værtsland
Ved ansøgningsfristens udløb den 1. oktober 2007 havde EHF modtaget fire ansøgninger om værtskabet for slutrunden:
| Ansøgerland | Evt. spillesteder                              |
| ----------- | ---------------------------------------------- |
| Holland     | Rotterdam, Almere, Apeldoorn, Eindhoven        |
| Serbien     | Beograd, Novi Sad, Nis, Vrsac                  |
| Tyskland    | Dortmund, Trier, Oldenburg, Leipzig, Stuttgart |
| Ukraine     | Kyiv, Kharkiv, Lviv, Saporosje                 |

Tyskland var vært for det første EM i 1994, mens Holland var værtsland i 1998. Ukraine og Serbien havde aldrig tidligere afholdt en slutrunde. Værtskabet for slutrunden blev endelig bestemt ved EHF-kongressen den 27. september 2008, hvor Holland blev udpeget som værtsland.
Den 4. juni 2012, blot to dage inden der i Rotterdam skulle trækkes lod til gruppeinddelingen i den indledende runde, oplyste European Handball Federation, at det hollandske håndboldforbund havde trukket sig som arrangør af slutrunden. Som erstatning valgte EHF den 18. juni 2012, at slutrunden i stedet skulle afvikles i Serbien i de fire haller, som i januar 2012 havde lagt gulv til mændenes EM.

### Arenaer
| By        | Beograd          | Novi Sad         | Beograd         | Niš                | Vršac           |
| Arena     | Beogradska Arena | Spens            | Hala Pionir     | Hala Čair          | Centar Milenjum |
| Arena     | Beogradska Arena | SPENS            | Hala Pionir     | Čair Sports Center | Centar Milenjum |
| Kapacitet | 23.000 tilskuere | 11.500 tilskuere | 8.150 tilskuere | 7.000 tilskuere    | 5.000 tilskuere |

### Hold
Slutrunden havde deltagelse af 16 hold. Oprindeligt var værtslandet Holland direkte kvalificeret, men da hollænderne frasagde sig værtskabet, blev de frataget den automatiske plads i slutrunden. Dermed kom feltet til at bestå af de forsvarende mestre Norge samt 15 hold fra kvalifikationsturneringen.
| Kvalificerede hold | Kvalificerede hold | Kvalificerede hold                    | Kvalificerede hold    |
| Hold               | Slutrunde nr.      | Hidtil bedste placering               | Kvalificeret som...   |
| ------------------ | ------------------ | ------------------------------------- | --------------------- |
| Norge              | 10                 | Vinder (1998, 2004, 2006, 2008, 2010) | Forsvarende mester    |
| Tyskland           | 10                 | Nr. 2 (1994)                          | Nr. 1 i kval.gruppe 1 |
| Ungarn             | 10                 | Vinder (2000)                         | Nr. 2 i kval.gruppe 1 |
| Rumænien           | 9                  | Nr. 3 (2010)                          | Nr. 1 i kval.gruppe 2 |
| Serbien            | 7                  | Nr. 6 (2002)                          | Nr. 2 i kval.gruppe 2 |
| Montenegro         | 2                  | Nr. 6 (2010)                          | Nr. 1 i kval.gruppe 3 |
| Rusland            | 10                 | Nr. 2 (2006)                          | Nr. 2 i kval.gruppe 3 |
| Frankrig           | 7                  | Nr. 3 (2002, 2006)                    | Nr. 1 i kval.gruppe 4 |
| Nordmakedonien     | 5                  | Nr. 7 (2008)                          | Nr. 2 i kval.gruppe 4 |
| Sverige            | 8                  | Nr. 2 (2010)                          | Nr. 1 i kval.gruppe 5 |
| Tjekkiet           | 4                  | Nr. 8 (1994, 2002)                    | Nr. 2 i kval.gruppe 5 |
| Kroatien           | 7                  | Nr. 5 (1994)                          | Nr. 1 i kval.gruppe 6 |
| Danmark            | 10                 | Vinder (1994, 1996, 2002)             | Nr. 2 i kval.gruppe 6 |
| Ukraine            | 10                 | Nr. 2 (2000)                          | Nr. 1 i kval.gruppe 7 |
| Spanien            | 7                  | Nr. 2 (2008)                          | Nr. 2 i kval.gruppe 7 |
| Island             | 2                  | Nr. 15 (2010)                         | Bedste treer          |

De 16 hold blev inddelt i fire grupper med fire hold ved en lodtrækning foretaget den 15. juni 2011. De 16 hold var inden lodtrækningen blevet inddelt i fire seedningslag, og de fire grupper bestod af ét hold fra hvert seedningslag.
| Pot 1                                   | Pot 2                                        | Pot 3                                  | Pot 4                                          |
| --------------------------------------- | -------------------------------------------- | -------------------------------------- | ---------------------------------------------- |
| - Norge - Sverige - Rumænien - Kroatien | - Frankrig - Montenegro - Tyskland - Ukraine | - Serbien - Danmark - Rusland - Ungarn | - Spanien - Tjekkiet - Nordmakedonien - Island |

## Indledende runde

### Gruppe A
Kampene blev spillet i Kombank Arena i Beograd.
| Pos | Hold        | K | V | U | T | M+ | M- | MF | P | Kvalifikation |
| --- | ----------- | - | - | - | - | -- | -- | -- | - | ------------- |
| 1   | Norge       | 3 | 3 | 0 | 0 | 67 | 62 | +5 | 6 | Mellemrunden  |
| 2   | Serbien (V) | 3 | 2 | 0 | 1 | 79 | 75 | +4 | 4 | Mellemrunden  |
| 3   | Tjekkiet    | 3 | 1 | 0 | 2 | 68 | 71 | −3 | 2 | Mellemrunden  |
| 4   | Ukraine     | 3 | 0 | 0 | 3 | 62 | 68 | −6 | 0 | Elimineret    |

| 4. december 2012 17:45 | Ukraine       | 22 – 25 | Tjekkiet             | Kombank Arena, Beograd Tilskuere: 450 Dommere: Brehmer, Skowronek (POL) |
| 4. december 2012 17:45 | Borshchenko 7 | (7–12)  | Štěrbová, Luzumová 6 | Kombank Arena, Beograd Tilskuere: 450 Dommere: Brehmer, Skowronek (POL) |
| 4. december 2012 17:45 | 6× 4×         | Rapport | 2× 3×                | Kombank Arena, Beograd Tilskuere: 450 Dommere: Brehmer, Skowronek (POL) |

| 4. december 2012 20:15 | Norge              | 28 – 26 | Serbien      | Kombank Arena, Beograd Tilskuere: 5,000 Dommere: Marín, García (ESP) |
| 4. december 2012 20:15 | Riegelhuth Koren 8 | (17–12) | Ognjenović 9 | Kombank Arena, Beograd Tilskuere: 5,000 Dommere: Marín, García (ESP) |
| 4. december 2012 20:15 | 4× 3× 1×           | Rapport | 6× 4×        | Kombank Arena, Beograd Tilskuere: 5,000 Dommere: Marín, García (ESP) |

| 6. december 2012 18:15 | Serbien                | 25 – 23 | Ukraine      | Kombank Arena, Beograd Tilskuere: 4,000 Dommere: Florescu, Duţă (ROU) |
| 6. december 2012 18:15 | Popović, Damnjanović 5 | (14–10) | Managarova 7 | Kombank Arena, Beograd Tilskuere: 4,000 Dommere: Florescu, Duţă (ROU) |
| 6. december 2012 18:15 | 3× 4×                  | Rapport | 7× 4×        | Kombank Arena, Beograd Tilskuere: 4,000 Dommere: Florescu, Duţă (ROU) |

| 6. december 2012 20:15 | Tjekkiet    | 19 – 21 | Norge     | Kombank Arena, Beograd Tilskuere: 450 Dommere: Crnojević, Kostecki-Radić (CRO) |
| 6. december 2012 20:15 | Poznarová 5 | (12–10) | Sulland 8 | Kombank Arena, Beograd Tilskuere: 450 Dommere: Crnojević, Kostecki-Radić (CRO) |
| 6. december 2012 20:15 | 4×          | Rapport | 3×        | Kombank Arena, Beograd Tilskuere: 450 Dommere: Crnojević, Kostecki-Radić (CRO) |

| 8. december 2012 18:15 | Norge     | 18 – 17 | Ukraine               | Kombank Arena, Beograd Tilskuere: 1,554 Dommere: Stoļarovs, Līcis (LAT) |
| 8. december 2012 18:15 | Sulland 6 | (8–11)  | Glibko, Borshchenko 4 | Kombank Arena, Beograd Tilskuere: 1,554 Dommere: Stoļarovs, Līcis (LAT) |
| 8. december 2012 18:15 | 3×        | Rapport | 9× 2× 1×              | Kombank Arena, Beograd Tilskuere: 1,554 Dommere: Stoļarovs, Līcis (LAT) |

| 8. december 2012 20:15 | Serbien            | 28 – 24 | Tjekkiet           | Kombank Arena, Beograd Tilskuere: 4,000 Dommere: Horvárth, Márton (HUN) |
| 8. december 2012 20:15 | Lekić, Pop-Lazić 6 | (12–15) | Černá, Chrenková 6 | Kombank Arena, Beograd Tilskuere: 4,000 Dommere: Horvárth, Márton (HUN) |
| 8. december 2012 20:15 | 6× 3×              | Rapport | 3×                 | Kombank Arena, Beograd Tilskuere: 4,000 Dommere: Horvárth, Márton (HUN) |

### Gruppe B
Kampene blev spillet i Niš.
| Pos | Hold           | K | V | U | T | M+ | M- | MF  | P | Kvalifikation |
| --- | -------------- | - | - | - | - | -- | -- | --- | - | ------------- |
| 1   | Frankrig       | 3 | 2 | 0 | 1 | 80 | 61 | +19 | 4 | Mellemrunden  |
| 2   | Danmark        | 3 | 2 | 0 | 1 | 91 | 84 | +7  | 4 | Mellemrunden  |
| 3   | Sverige        | 3 | 2 | 0 | 1 | 70 | 65 | +5  | 4 | Mellemrunden  |
| 4   | Nordmakedonien | 3 | 0 | 0 | 3 | 61 | 92 | −31 | 0 | Elimineret    |

| 4. december 2012 18:15 | Frankrig   | 29 – 16 | Nordmakedonien | Čair Sports Center, Niš Tilskuere: 750 Dommere: Horvárth, Márton (HUN) |
| 4. december 2012 18:15 | Baudouin 8 | (15–10) | Portjanko 6    | Čair Sports Center, Niš Tilskuere: 750 Dommere: Horvárth, Márton (HUN) |
| 4. december 2012 18:15 | 2× 3×      | Rapport | 2×             | Čair Sports Center, Niš Tilskuere: 750 Dommere: Horvárth, Márton (HUN) |

| 4. december 2012 20:15 | Sverige | 27 – 26 | Danmark     | Čair Sports Center, Niš Tilskuere: 300 Dommere: Florescu, Duţă (ROU) |
| 4. december 2012 20:15 | Ahlm 10 | (13–15) | Jørgensen 6 | Čair Sports Center, Niš Tilskuere: 300 Dommere: Florescu, Duţă (ROU) |
| 4. december 2012 20:15 | 1×      | Rapport | 4× 3×       | Čair Sports Center, Niš Tilskuere: 300 Dommere: Florescu, Duţă (ROU) |

| 6. december 2012 18:15 | Nordmakedonien | 15 – 26 | Sverige      | Čair Sports Center, Niš Tilskuere: 300 Dommere: Stoļarovs, Līcis (LAT) |
| 6. december 2012 18:15 | Bajramoska 4   | (8–11)  | Torstenson 8 | Čair Sports Center, Niš Tilskuere: 300 Dommere: Stoļarovs, Līcis (LAT) |
| 6. december 2012 18:15 | 2×             | Rapport | 1× 2×        | Čair Sports Center, Niš Tilskuere: 300 Dommere: Stoļarovs, Līcis (LAT) |

| 6. december 2012 20:15 | Danmark              | 28 – 27 | Frankrig           | Čair Sports Center, Niš Tilskuere: 200 Dommere: Brehmer, Skowronek (POL) |
| 6. december 2012 20:15 | Nørgaard, Burgaard 7 | (15–12) | Baudouin, Njitam 5 | Čair Sports Center, Niš Tilskuere: 200 Dommere: Brehmer, Skowronek (POL) |
| 6. december 2012 20:15 | 2×                   | Rapport | 1× 3×              | Čair Sports Center, Niš Tilskuere: 200 Dommere: Brehmer, Skowronek (POL) |

| 8. december 2012 18:15 | Sverige      | 17 – 24 | Frankrig         | Čair Sports Center, Niš Tilskuere: 500 Dommere: Crnojević, Kostecki-Radić (CRO) |
| 8. december 2012 18:15 | Torstenson 5 | (8–13)  | Signate, Mendy 4 | Čair Sports Center, Niš Tilskuere: 500 Dommere: Crnojević, Kostecki-Radić (CRO) |
| 8. december 2012 18:15 | 1× 2×        | Rapport | 2× 4×            | Čair Sports Center, Niš Tilskuere: 500 Dommere: Crnojević, Kostecki-Radić (CRO) |

| 8. december 2012 20:15 | Danmark      | 37 – 30 | Nordmakedonien          | Čair Sports Center, Niš Tilskuere: 1,000 Dommere: Marín, García (ESP) |
| 8. december 2012 20:15 | Augustesen 8 | (17–13) | Crvenkoska, Portjanko 7 | Čair Sports Center, Niš Tilskuere: 1,000 Dommere: Marín, García (ESP) |
| 8. december 2012 20:15 | 4× 3×        | Rapport | 3×                      | Čair Sports Center, Niš Tilskuere: 1,000 Dommere: Marín, García (ESP) |

### Gruppe C
| Pos | Hold     | K | V | U | T | M+ | M- | MF | P | Kvalifikation |
| --- | -------- | - | - | - | - | -- | -- | -- | - | ------------- |
| 1   | Ungarn   | 3 | 2 | 0 | 1 | 83 | 80 | +3 | 4 | Mellemrunde   |
| 2   | Spanien  | 3 | 2 | 0 | 1 | 79 | 73 | +6 | 4 | Mellemrunde   |
| 3   | Tyskland | 3 | 1 | 0 | 2 | 58 | 63 | −5 | 2 | Mellemrunde   |
| 4   | Kroatien | 3 | 1 | 0 | 2 | 65 | 69 | −4 | 2 | Elimineret    |

| 4. december 2012 18:15 | Tyskland    | 20 – 23 | Spanien  | SPC Vojvodina, Novi Sad Tilskuere: 1,200 Dommere: Lythje, Christiansen (DEN) |
| 4. december 2012 18:15 | Steinbach 6 | (12–13) | Martín 7 | SPC Vojvodina, Novi Sad Tilskuere: 1,200 Dommere: Lythje, Christiansen (DEN) |
| 4. december 2012 18:15 | 5× 4×       | Rapport | 3× 4×    | SPC Vojvodina, Novi Sad Tilskuere: 1,200 Dommere: Lythje, Christiansen (DEN) |

| 4. december 2012 20:15 | Kroatien | 28 – 27 | Ungarn   | SPC Vojvodina, Novi Sad Tilskuere: 1,800 Dommere: Opava, Válek (CZE) |
| 4. december 2012 20:15 | Zebić 9  | (15–14) | Tomori 9 | SPC Vojvodina, Novi Sad Tilskuere: 1,800 Dommere: Opava, Válek (CZE) |
| 4. december 2012 20:15 | 5× 3×    | Rapport | 2× 3×    | SPC Vojvodina, Novi Sad Tilskuere: 1,800 Dommere: Opava, Válek (CZE) |

| 5. december 2012 18:15 | Spanien  | 25 – 21 | Kroatien | SPC Vojvodina, Novi Sad Tilskuere: 2,000 Dommere: Brunovský, Čanda (SVK) |
| 5. december 2012 18:15 | Mangué 7 | (13–10) | Zebić 7  | SPC Vojvodina, Novi Sad Tilskuere: 2,000 Dommere: Brunovský, Čanda (SVK) |
| 5. december 2012 18:15 | 3×       | Rapport | 4× 2×    | SPC Vojvodina, Novi Sad Tilskuere: 2,000 Dommere: Brunovský, Čanda (SVK) |

| 5. december 2012 20:15 | Ungarn    | 24 – 21 | Tyskland | SPC Vojvodina, Novi Sad Tilskuere: 2,500 Dommere: Bonaventura, Bonaventura (FRA) |
| 5. december 2012 20:15 | Görbicz 9 | (11–14) | Zapf 5   | SPC Vojvodina, Novi Sad Tilskuere: 2,500 Dommere: Bonaventura, Bonaventura (FRA) |
| 5. december 2012 20:15 | 2×        | Rapport | 4× 3×    | SPC Vojvodina, Novi Sad Tilskuere: 2,500 Dommere: Bonaventura, Bonaventura (FRA) |

| 7. december 2012 18:15 | Ungarn    | 32 – 31 | Spanien  | SPC Vojvodina, Novi Sad Tilskuere: 3,700 Dommere: Marić, Mašić (SRB) |
| 7. december 2012 18:15 | Tomori 12 | (17–14) | Martín 7 | SPC Vojvodina, Novi Sad Tilskuere: 3,700 Dommere: Marić, Mašić (SRB) |
| 7. december 2012 18:15 | 3×        | Rapport | 3× 2×    | SPC Vojvodina, Novi Sad Tilskuere: 3,700 Dommere: Marić, Mašić (SRB) |

| 7. december 2012 20:15 | Kroatien | 16 – 17 | Tyskland   | SPC Vojvodina, Novi Sad Tilskuere: 2,100 Dommere: Gousko, Repkin (BLR) |
| 7. december 2012 20:15 | Zebić 5  | (7–8)   | Augsburg 4 | SPC Vojvodina, Novi Sad Tilskuere: 2,100 Dommere: Gousko, Repkin (BLR) |
| 7. december 2012 20:15 | 2× 3×    | Rapport | 4× 3×      | SPC Vojvodina, Novi Sad Tilskuere: 2,100 Dommere: Gousko, Repkin (BLR) |

### Gruppe D
| Pos | Hold       | K | V | U | T | M+ | M- | MF  | P | Kvalifikation |
| --- | ---------- | - | - | - | - | -- | -- | --- | - | ------------- |
| 1   | Montenegro | 3 | 3 | 0 | 0 | 79 | 63 | +16 | 6 | Mellemrunden  |
| 2   | Rusland    | 3 | 1 | 1 | 1 | 78 | 72 | +6  | 3 | Mellemrunden  |
| 3   | Rumænien   | 3 | 1 | 1 | 1 | 63 | 63 | 0   | 3 | Mellemrunden  |
| 4   | Island     | 3 | 0 | 0 | 3 | 56 | 78 | −22 | 0 | Elimineret    |

| 4. december 2012 18:05 | Montenegro  | 26 – 16 | Island        | Millennium Centar, Vršac Tilskuere: 2,800 Dommere: Gousko, Repkin (BLR) |
| 4. december 2012 18:05 | Bulatović 7 | (10–7)  | Bragadóttir 5 | Millennium Centar, Vršac Tilskuere: 2,800 Dommere: Gousko, Repkin (BLR) |
| 4. december 2012 18:05 | 5× 3×       | Rapport | 4× 3×         | Millennium Centar, Vršac Tilskuere: 2,800 Dommere: Gousko, Repkin (BLR) |

| 4. december 2012 20:15 | Rumænien | 21 – 21 | Rusland    | Millennium Centar, Vršac Tilskuere: 3,200 Dommere: Marić, Mašić (SRB) |
| 4. december 2012 20:15 | Curea 9  | (12–7)  | Khmyrova 6 | Millennium Centar, Vršac Tilskuere: 3,200 Dommere: Marić, Mašić (SRB) |
| 4. december 2012 20:15 | 4× 3×    | Rapport | 3×         | Millennium Centar, Vršac Tilskuere: 3,200 Dommere: Marić, Mašić (SRB) |

| 5. december 2012 18:05 | Rusland    | 27 – 30 | Montenegro            | Millennium Centar, Vršac Tilskuere: 1,000 Dommere: Opava, Válek (CZE) |
| 5. december 2012 18:05 | Postnova 5 | (14–20) | Knežević, Radičević 6 | Millennium Centar, Vršac Tilskuere: 1,000 Dommere: Opava, Válek (CZE) |
| 5. december 2012 18:05 | 1×         | Rapport | 4× 3×                 | Millennium Centar, Vršac Tilskuere: 1,000 Dommere: Opava, Válek (CZE) |

| 5. december 2012 20:15 | Island       | 19 – 22 | Rumænien   | Millennium Centar, Vršac Tilskuere: 2,700 Dommere: Lythje, Christiansen (DEN) |
| 5. december 2012 20:15 | Jónsdóttir 5 | (13–15) | Brădeanu 7 | Millennium Centar, Vršac Tilskuere: 2,700 Dommere: Lythje, Christiansen (DEN) |
| 5. december 2012 20:15 | 4× 3×        | Rapport | 3× 4×      | Millennium Centar, Vršac Tilskuere: 2,700 Dommere: Lythje, Christiansen (DEN) |

| 7. december 2012 18:05 | Rusland         | 30 – 21 | Island       | Millennium Centar, Vršac Tilskuere: 3,000 Dommere: Bonaventura, Bonaventura (FRA) |
| 7. december 2012 18:05 | Postnova, Sen 5 | (15–8)  | Jónsdóttir 4 | Millennium Centar, Vršac Tilskuere: 3,000 Dommere: Bonaventura, Bonaventura (FRA) |
| 7. december 2012 18:05 | 3× 2×           | Rapport | 2× 3×        | Millennium Centar, Vršac Tilskuere: 3,000 Dommere: Bonaventura, Bonaventura (FRA) |

| 7. december 2012 20:15 | Rumænien   | 20 – 23 | Montenegro  | Millennium Centar, Vršac Tilskuere: 4,000 Dommere: Brunovský, Čanda (SVK) |
| 7. december 2012 20:15 | Brădeanu 6 | (10–9)  | Bulatović 9 | Millennium Centar, Vršac Tilskuere: 4,000 Dommere: Brunovský, Čanda (SVK) |
| 7. december 2012 20:15 | 2× 4×      | Rapport | 2× 3×       | Millennium Centar, Vršac Tilskuere: 4,000 Dommere: Brunovský, Čanda (SVK) |

## Mellemrunde

### Gruppe I
Kampene blev spillet i Beogradska Arena i Beograd.
| Dato   | Tid   | Kamp                | Res.  | Pause |
| ------ | ----- | ------------------- | ----- | ----- |
| 10.12. | 16:10 | Tjekkiet – Danmark  | 30–33 | 12-13 |
| 10.12. | 18:10 | Norge – Frankrig    | 30–19 | 14-10 |
| 10.12. | 20:10 | Serbien – Sverige   | 23–23 | 13-14 |
| 11.12. | 16:10 | Tjekkiet – Frankrig | 22–24 | 10-14 |
| 11.12. | 18:10 | Norge – Sverige     | 28–25 | 12-14 |
| 11.12. | 20:10 | Serbien – Danmark   | 29–26 | 16-14 |
| 13.12. | 16:10 | Tjekkiet – Sverige  | 26–35 | 14-14 |
| 13.12. | 18:10 | Serbien – Frankrig  | 18–17 | 10-60 |
| 13.12. | 20:10 | Norge – Danmark     | 33–35 | 17-15 |

| Hold     | Kampe | Mål     | Point |
| -------- | ----- | ------- | ----- |
| Norge    | 5     | 140-124 | 8     |
| Serbien  | 5     | 124-118 | 7     |
| Danmark  | 5     | 148-146 | 6     |
| Sverige  | 5     | 127-127 | 5     |
| Frankrig | 5     | 111-115 | 4     |
| Tjekkiet | 5     | 121-141 | 0     |

### Gruppe II
Kampene blev spillet i SPENS i Novi Sad.
| Dato   | Tid   | Kamp                  | Res.  | Pause |
| ------ | ----- | --------------------- | ----- | ----- |
| 9.12.  | 16:15 | Spanien – Rumænien    | 26–31 | 12-15 |
| 9.12.  | 18:15 | Ungarn – Montenegro   | 26–28 | 09-15 |
| 9.12.  | 20:15 | Tyskland – Rusland    | 26–26 | 16-13 |
| 11.12. | 16:15 | Spanien – Rusland     | 25–25 | 13-14 |
| 11.12. | 18:15 | Tyskland – Montenegro | 27–20 | 14-90 |
| 11.12. | 20:15 | Ungarn – Rumænien     | 25–19 | 14-12 |
| 13.12. | 16:15 | Spanien – Montenegro  | 23–27 | 16-13 |
| 13.12. | 18:15 | Tyskland – Rumænien   | 25–23 | 16-90 |
| 13.12. | 20:15 | Ungarn – Rusland      | 25–31 | 11-13 |

| Hold       | Kampe | Mål     | Point |
| ---------- | ----- | ------- | ----- |
| Montenegro | 5     | 128-123 | 8     |
| Ungarn     | 5     | 132-130 | 6     |
| Rusland    | 5     | 130-127 | 5     |
| Tyskland   | 5     | 119-116 | 5     |
| Rumænien   | 5     | 114-120 | 3     |
| Spanien    | 5     | 128-135 | 3     |

## Slutspil
Slutspilskampene blev spillet i Beogradska Arena i Beograd.
|  | Semifinalerne | Semifinalerne   |              |    | Finale | Finale |
|  |               |                 |              |    |        |        |
|  | 15. december  |                 |              |    |        |        |
|  |               |                 |              |    |        |        |
|  | Norge         | 30              |              |    |        |        |
|  | Norge         | 30              | 16. december |    |        |        |
|  | Ungarn        | 19              |              |    |        |        |
|  | Ungarn        | 19              | Norge        | 31 |        |        |
|  | 15. december  |                 | Norge        | 31 |        |        |
|  |               | Montenegro (ET) | 34           |    |        |        |
|  | Serbien       | Montenegro (ET) | 34           | 26 |        |        |
|  | Serbien       |                 |              | 26 |        |        |
|  | Montenegro    | 27              |              |    |        |        |
|  | Montenegro    | 27              | Bronzekamp   |    |        |        |
|  |               |                 |              |    |        |        |
|  | 16. december  |                 |              |    |        |        |
|  |               |                 |              |    |        |        |
|  | Ungarn (ET)   | 41              |              |    |        |        |
|  | Ungarn (ET)   | 41              |              |    |        |        |
|  | Serbien       | 38              |              |    |        |        |

### Semifinaler
| 15. december 2012 14:30 | Norge                    | 30–19   | Ungarn    | Kombank Arena, Beograd Tilskuere: 5,000 Dommere: Bonaventura, Bonaventura (FRA) |
| 15. december 2012 14:30 | Edin, Riegelhuth Koren 6 | (16–11) | Görbicz 6 | Kombank Arena, Beograd Tilskuere: 5,000 Dommere: Bonaventura, Bonaventura (FRA) |
| 15. december 2012 14:30 | 4× 3×                    | Rapport | 3×        | Kombank Arena, Beograd Tilskuere: 5,000 Dommere: Bonaventura, Bonaventura (FRA) |

| 15. december 2012 17:00 | Serbien     | 26–27   | Montenegro | Kombank Arena, Beograd Tilskuere: 13,000 Dommere: Stoļarovs, Līcis (LAT) |
| 15. december 2012 17:00 | Filipović 7 | (14–13) | Knežević 8 | Kombank Arena, Beograd Tilskuere: 13,000 Dommere: Stoļarovs, Līcis (LAT) |
| 15. december 2012 17:00 | 4× 3×       | Rapport | 3× 4×      | Kombank Arena, Beograd Tilskuere: 13,000 Dommere: Stoļarovs, Līcis (LAT) |

### 5. plads kamp
| 15. december 2012 12:00 | Danmark              | 32–30   | Rusland | Kombank Arena, Beograd Tilskuere: 800 Dommere: Marić, Mašić (SRB) |
| 15. december 2012 12:00 | Nørgaard, Burgaard 8 | (15–15) | Sen 6   | Kombank Arena, Beograd Tilskuere: 800 Dommere: Marić, Mašić (SRB) |
| 15. december 2012 12:00 | 5× 3×                | Rapport | 3×      | Kombank Arena, Beograd Tilskuere: 800 Dommere: Marić, Mašić (SRB) |

### Bronzekamp
| 16. december 2012 14:30 | Ungarn                | 41–38 (E.f.s.) | Serbien        | Kombank Arena, Beograd Tilskuere: 11,000 Dommere: Gousko, Repkin (BLR) |
| 16. december 2012 14:30 | Viktória Rédei Soós 9 | (21–19)        | tre spillere 7 | Kombank Arena, Beograd Tilskuere: 11,000 Dommere: Gousko, Repkin (BLR) |
| 16. december 2012 14:30 | 1× 4×                 | Rapport        | 4×             | Kombank Arena, Beograd Tilskuere: 11,000 Dommere: Gousko, Repkin (BLR) |
| 16. december 2012 14:30 | FT: 33–33 E.f.s.: 8–5 |                |                | Kombank Arena, Beograd Tilskuere: 11,000 Dommere: Gousko, Repkin (BLR) |

### Finale
| 16. december 2012 17:00 | Norge                      | 31–34 (E.f.s.) | Montenegro  | Kombank Arena, Beograd Tilskuere: 10,000 Dommere: Marín, García (ESP) |
| 16. december 2012 17:00 | Alstad 11                  | (11–12)        | Knežević 10 | Kombank Arena, Beograd Tilskuere: 10,000 Dommere: Marín, García (ESP) |
| 16. december 2012 17:00 | 2× 3×                      | Rapport        | 7× 4×       | Kombank Arena, Beograd Tilskuere: 10,000 Dommere: Marín, García (ESP) |
| 16. december 2012 17:00 | FT: 24–24 E.f.s.: 4–4, 3–6 |                |             | Kombank Arena, Beograd Tilskuere: 10,000 Dommere: Marín, García (ESP) |

## Rangering
De to bedst placerede hold (bortset fra Serbien og Norge), dvs. Montenegro og Ungarn, kvalificerede sig til VM 2013, hvortil Serbien som værtsland og Norge som forsvarende verdensmestre allerede var kvalificeret. De øvrige 12 hold går videre til playoff-kampene i den europæiske kvalifikation til VM 2013.
| Samlet rangering |                |                                                                     |
| Plac.            | Hold           | Bemærkninger                                                        |
| Guld             | Montenegro     | Kvalificeret til VM 2013                                            |
| Sølv             | Norge          | Var allerede kvalificeret til VM 2013 som forsvarende verdensmester |
| Bronze           | Ungarn         | Kvalificeret til VM 2013                                            |
| 4.               | Serbien        | Var allerede kvalificeret til VM 2013 som værtsland                 |
| 5.               | Danmark        |                                                                     |
| 6.               | Rusland        |                                                                     |
| 7.               | Tyskland       |                                                                     |
| 8.               | Sverige        |                                                                     |
| 9.               | Frankrig       |                                                                     |
| 10.              | Rumænien       |                                                                     |
| 11.              | Spanien        |                                                                     |
| 12.              | Tjekkiet       |                                                                     |
| 13.              | Kroatien       |                                                                     |
| 14.              | Ukraine        |                                                                     |
| 15.              | Island         |                                                                     |
| 16.              | Nordmakedonien |                                                                     |

### Medaljevindere
| Guld | Sølv | Bronze |
| --- | --- | --- |
| Montenegro | Norge | Ungarn |
| Marina Vukčević Radmila Miljanić Biljana Pavićević Jovanka Radičević Ana Đokić Jelena Despotović Marija Jovanović Anđela Bulatović Sonja Barjaktarović Andrea Klikovac Sara Vukčević Jasna Tošković Sandra Nikčević Suzana Lazović Katarina Bulatović Milena Knežević | Karoline Næss Stine Bredal Oftedal Ida Alstad Heidi Løke Karoline Dyhre Breivang Kristine Lunde-Borgersen Anja Silje Solberg Marit Malm Frafjord Ida Bjørndalen Linn Jørum Sulland Katrine Lunde Haraldsen Linn-Kristin Riegelhuth Koren Linn Gossé Maja Jakobsen Camilla Herrem | Krisztina Triscsuk Orsolya Vérten Zita Szucsánszki Anikó Kovacsics Melinda Vincze Anita Bulath Orsolya Herr Anita Görbicz Kinga Klivinyi Piroska Szamoránsky Viktória Rédei-Soós Éva Kiss Bernadett Bódi Klára Szekeres Mónika Kovacsicz Zsuzsanna Tomori |

### All Star-hold
| Titel                   | Spiller                     |
| ----------------------- | --------------------------- |
| Mest værdifulde spiller | Anja Edin                   |
| Bedste målmand          | Katrine Lunde Haraldsen     |
| Bedste venstre fløj     | Polina Kuznetsova           |
| Bedste venstre back     | Sanja Damnjanovic           |
| Bedste playmaker        | Andrea Lekić                |
| Bedste stregspiller     | Heidi Løke                  |
| Bedste højre back       | Katarina Bulatović          |
| Bedste højre fløj       | Jovanka Radičević           |
| Bedste forsvarsspiller  | Anja Althaus                |
| Topscorer               | Katarina Bulatović (56 mål) |

| Nr. | Navn               | Hold       | Mål | Skud | %   |
| --- | ------------------ | ---------- | --- | ---- | --- |
| 1   | Katarina Bulatović | Montenegro | 56  | 119  | 47% |
| 2   | Anita Görbicz      | Ungarn     | 41  | 70   | 59% |
| 2   | Milena Knežević    | Montenegro | 41  | 87   | 47% |
| 4   | Jovanka Radičević  | Montenegro | 40  | 61   | 66% |
| 5   | Linn Jørum Sulland | Norge      | 39  | 76   | 51% |
| 6   | Ann Grete Nørgaard | Danmark    | 37  | 51   | 73% |
| 6   | Zsuzsanna Tomori   | Ungarn     | 37  | 66   | 56% |
| 8   | Anja Edin          | Norge      | 34  | 61   | 56% |
| 9   | Isabelle Gulldén   | Sverige    | 33  | 56   | 59% |
| 9   | Andrea Lekić       | Serbien    | 33  | 57   | 58% |
| 9   | Laura Steinbach    | Tyskland   | 33  | 56   | 59% |

| Nr. | Navn                    | Hold       | %   | Redninger | Skud |
| --- | ----------------------- | ---------- | --- | --------- | ---- |
| 1   | Katja Schülke           | Tyskland   | 41% | 45        | 111  |
| 2   | Katrine Lunde Haraldsen | Norge      | 40% | 99        | 247  |
| 3   | Talida Tolnai           | Rumænien   | 38% | 41        | 108  |
| 4   | Linda Pradel            | Frankrig   | 37% | 22        | 59   |
| 5   | Katarina Tomašević      | Serbien    | 36% | 98        | 275  |
| 6   | Cecilia Grubbström      | Sverige    | 35% | 61        | 174  |
| 6   | Éva Kiss                | Ungarn     | 35% | 34        | 97   |
| 6   | Barbora Raníková        | Tjekkiet   | 35% | 77        | 221  |
| 6   | Paula Ungureanu         | Rumænien   | 35% | 38        | 109  |
| 6   | Marina Vukčević         | Montenegro | 35% | 34        | 97   |
| 6   | Clara Woltering         | Tyskland   | 35% | 36        | 102  |

## Kvalifikation
Slutrunden fik deltagelse af 16 hold. To af pladserne var reserveret til værtslandet Holland og de forsvarende mestre Norge. De resterende 14 ledige pladser skulle være gået til vinderne og toerne i syv kvalifikationsgrupper i kvalifikationens fase 2. Eftersom Holland efter kvalifikationens afslutning frasagde sig værtskabet for slutrunden og dermed mistede sin automatiske plads i turneringen, valgte EHF at tildele den sidste ledige plads ved slutrunden til det hold, der opnåede flest point, subsidiært bedst målscore i kampene mod nr. 1 og 2 i den pågældende gruppe.

### Fase 1
De fire lavest seedede hold spillede i 1. fase om to pladser i 2. fase. De fire hold blev parret i to playoff-opgør, der blev afgjort over to kampe afviklet i perioden 3. – 5. juni 2011.
Kampene mellem Finland og Storbritannien blev spillet i Crystal Palace National Sport Centre i London, Storbritannien.
| Dato | Tid   | Kamp                     | Res.  | Pause |
| ---- | ----- | ------------------------ | ----- | ----- |
| 3.6. | 19:30 | Finland – Storbritannien | 22–31 | 12-15 |
| 4.6. | 19:30 | Storbritannien – Finland | 27–20 | 17-40 |

| Hold           | Kampe | Mål   | Point |
| -------------- | ----- | ----- | ----- |
| Storbritannien | 2     | 58-42 | 4     |
| Finland        | 2     | 42-58 | 0     |

Kampene mellem Grækenland og Israel blev spillet i Athen, Grækenland.
| Dato | Tid   | Kamp                | Res.  | Pause |
| ---- | ----- | ------------------- | ----- | ----- |
| 3.6. | 16:30 | Israel – Grækenland | 25–30 | 12-11 |
| 4.6. | 16:00 | Grækenland – Israel | 23–27 | 08-10 |

| Hold       | Kampe | Mål   | Point |
| ---------- | ----- | ----- | ----- |
| Grækenland | 2     | 53-52 | 2     |
| Israel     | 2     | 52-53 | 2     |

### Fase 2
I fase 2 spillede 28 hold om 14 ledige pladser ved slutrunden. Pladserne ved slutrunden gik til vinderne og toerne i syv kvalifikationsgrupper, der afvikledes som dobbeltturneringer i perioden 19. oktober 2011 – 3. juni 2012.
Inddelingen af grupperne skete ved en lodtrækning, som blev afholdt i Leek den 27. april 2011. Inden lodtrækningen blev holdene seedet i fire seedningslag:
| Seedningslag 1 |
| -------------- |
| Rusland        |
| Rumænien       |
| Spanien        |
| Frankrig       |
| Danmark        |
| Sverige        |
| Tyskland       |

| Seedningslag 2 |
| -------------- |
| Ungarn         |
| Kroatien       |
| Montenegro     |
| Ukraine        |
| Nordmakedonien |
| Østrig         |
| Serbien        |

| Seedningslag 3 |
| -------------- |
| Hviderusland   |
| Slovakiet      |
| Portugal       |
| Island         |
| Slovenien      |
| Tyrkiet        |
| Polen          |

| Seedningslag 4   |
| ---------------- |
| Tjekkiet         |
| Litauen          |
| Italien          |
| Schweiz          |
| Aserbajdsjan     |
| Hold fra 1. fase |
| Hold fra 1. fase |

Lodtrækningen fordelte landene i disse grupper:
| Gruppe 1     | Gruppe 2         | Gruppe 3         | Gruppe 4   | Gruppe 5  | Gruppe 6  | Gruppe 7 |
| ------------ | ---------------- | ---------------- | ---------- | --------- | --------- | -------- |
| Tyskland     | Rumænien         | Rusland          | Frankrig   | Sverige   | Danmark   | Spanien  |
| Ungarn       | Serbien          | Montenegro       | Makedonien | Østrig    | Kroatien  | Ukraine  |
| Hviderusland | Portugal         | Polen            | Tyrkiet    | Slovenien | Slovakiet | Island   |
| Aserbajdsjan | Hold fra 1. fase | Hold fra 1. fase | Litauen    | Tjekkiet  | Italien   | Schweiz  |

#### Gruppe 1
| Dato   | Tid   | Kamp                        | Res.  | Pause | Spillested      |
| ------ | ----- | --------------------------- | ----- | ----- | --------------- |
| 19.10. | 18:00 | Ungarn – Aserbajdsjan       | 41–19 | 20-70 | Szombathely     |
| 19.10. | 19:30 | Tyskland – Hviderusland     | 27–19 | 15-10 | Frankfurt/Oder  |
| 23.10. | 17:00 | Aserbajdsjan – Tyskland     | 16–34 | 07-15 | Baku            |
| 23.10. | 17:30 | Hviderusland – Ungarn       | 25–28 | 14-12 | Mogilev         |
| 21.3.  | 17:00 | Aserbajdsjan – Hviderusland | 21–31 | 09-15 | Baku            |
| 22.3.  | 18:00 | Ungarn – Tyskland           | 25–23 | 14-10 | Debrecen        |
| 25.3.  | 20:00 | Tyskland – Ungarn           | 26–18 | 13-90 | Trier           |
| 25.3.  | 20:00 | Hviderusland – Aserbajdsjan | 33–25 | 18-13 | Mogilev         |
| 30.5.  | 17:00 | Aserbajdsjan – Ungarn       | 24–34 | 09-14 | Baku            |
| 30.5.  | 19:00 | Hviderusland – Tyskland     | 26–33 | 12-15 | Minsk           |
| 3.6.   | 12:15 | Ungarn – Hviderusland       | 28–21 | 14-10 | Dabas           |
| 3.6.   | 16:00 | Tyskland – Aserbajdsjan     | 35–21 | 14-70 | Rotenburg/Fulda |

| Hold         | Kampe | Mål     | Point |
| ------------ | ----- | ------- | ----- |
| Tyskland     | 6     | 178-125 | 10    |
| Ungarn       | 6     | 174-138 | 10    |
| Hviderusland | 6     | 155-162 | 4     |
| Aserbajdsjan | 6     | 126-208 | 0     |

#### Gruppe 2
| Dato   | Tid   | Kamp                  | Res.  | Pause | Spillested     |
| ------ | ----- | --------------------- | ----- | ----- | -------------- |
| 19.10. | 18:00 | Serbien – Grækenland  | 36–20 | 19-90 | Nis            |
| 19.10. | 19:00 | Rumænien – Portugal   | 35–24 | 15-12 | Râmnicu Vâlcea |
| 22.10. | 17:00 | Grækenland – Rumænien | 18–38 | 08-16 | Thessaloniki   |
| 23.10. | 15:00 | Portugal – Serbien    | 21–32 | 12-15 | Moimenta da B. |
| 21.3.  | 18:00 | Grækenland – Portugal | 18–30 | 10-14 | Thessaloniki   |
| 22.3.  | 20:25 | Serbien – Rumænien    | 29–27 | 17-11 | Zajecar        |
| 24.3.  | 17:00 | Portugal – Grækenland | 31–23 | 15-14 | Moimenta da B. |
| 24.3.  | 18:00 | Rumænien – Serbien    | 21–19 | 10-11 | Dobreta Turnu  |
| 30.5.  | 18:00 | Grækenland – Serbien  | 21–26 | 11-13 | Amyntao        |
| 30.5.  | 20:15 | Portugal – Rumænien   | 24–35 | 13-20 | Moimenta da B. |
| 2.6.   | 17:00 | Rumænien – Grækenland | 31–14 | 16-10 | Piatra Neamţ   |
| 2.6.   | 18:00 | Serbien – Portugal    | 37–21 | 21-90 | Novi Sad       |

| Hold       | Kampe | Mål     | Point |
| ---------- | ----- | ------- | ----- |
| Rumænien   | 6     | 187-128 | 10    |
| Serbien    | 6     | 179-131 | 10    |
| Portugal   | 6     | 151-180 | 4     |
| Grækenland | 6     | 114-192 | 0     |

#### Gruppe 3
| Dato   | Tid   | Kamp                        | Res.  | Pause | Spillested   |
| ------ | ----- | --------------------------- | ----- | ----- | ------------ |
| 19.10. | 18:00 | Montenegro – Storbritannien | 34–18 | 21-60 | Herceg Novi  |
| 19.10. | 17:00 | Rusland – Polen             | 32–21 | 19-90 | Togliatti    |
| 22.10. | 14:45 | Polen – Montenegro          | 27–31 | 15-18 | Chorzów      |
| 22.10. | 15:00 | Storbritannien – Rusland    | 16–24 | 10-14 | London       |
| 21.3.  | 18:30 | Montenegro – Rusland        | 23–22 | 10-9  | Podgorica    |
| 22.3.  | 14:00 | Storbritannien – Polen      | 20–33 | 8-10  | Loughborough |
| 25.3.  | 17:00 | Rusland – Montenegro        | 24–23 | 12-12 | Rostov       |
| 25.3.  | 17:30 | Polen – Storbritannien      | 29–20 | 16-8  | Elblag       |
| 30.5.  | 18:00 | Polen – Rusland             | 30-22 | 15-14 | Kwidzyn      |
| 30.5.  | 19:00 | Storbritannien – Montenegro | 22-37 | 12-14 | London       |
| 3.6.   | 18:00 | Rusland – Storbritannien    | 31-22 | 16-11 | Togliatti    |
| 3.6.   | 20:30 | Montenegro – Polen          | 32–23 | 15-13 | Podgorica    |

| Hold           | Kampe | Mål     | Point |
| -------------- | ----- | ------- | ----- |
| Montenegro     | 6     | 180-136 | 10    |
| Rusland        | 6     | 155-135 | 8     |
| Polen          | 6     | 163-157 | 6     |
| Storbritannien | 6     | 118-188 | 0     |

#### Gruppe 4
| Dato   | Tid   | Kamp                  | Res.  | Pause | Spillested       |
| ------ | ----- | --------------------- | ----- | ----- | ---------------- |
| 19.10. | 20:00 | Frankrig – Tyrkiet    | 34–25 | 19-16 | Metz             |
| 19.10. | 20:00 | Makedonien – Litauen  | 34–25 | 17-12 | Skopje           |
| 23.10. | 17:00 | Tyrkiet – Makedonien  | 36–28 | 20-13 | Antalya          |
| 23.10. | 18:00 | Litauen – Frankrig    | 25–40 | 13-21 | Alytus           |
| 21.3.  | 19:00 | Litauen – Tyrkiet     | 35–31 | 15-12 | Alytus           |
| 22.3.  | 20:15 | Makedonien – Frankrig | 30–27 | 18-14 | Skopje           |
| 25.3.  | 15:00 | Tyrkiet – Litauen     | 36–31 | 17-15 | Antalya          |
| 25.3.  | 15:15 | Frankrig – Makedonien | 40–20 | 19-12 | Clermont-Ferrand |
| 30.5   | 19:00 | Tyrkiet – Frankrig    | 23–36 | 13-14 | Antalya          |
| 30.5   | 19:00 | Litauen – Makedonien  | 24–32 | 14-14 | Penevesys        |
| 3.6.   | 16:00 | Frankrig – Litauen    | 38–26 | 19-14 | Nantes           |
| 3.6.   | 20:15 | Makedonien – Tyrkiet  | 26–24 | 13-12 | Skopje           |

| Hold       | Kampe | Mål     | Point |
| ---------- | ----- | ------- | ----- |
| Frankrig   | 6     | 215-149 | 10    |
| Makedonien | 6     | 170-176 | 8     |
| Tyrkiet    | 6     | 175-190 | 4     |
| Litauen    | 6     | 166-211 | 2     |

#### Gruppe 5
| Dato   | Tid   | Kamp                 | Res.  | Pause | Spillested       |
| ------ | ----- | -------------------- | ----- | ----- | ---------------- |
| 19.10. | 20:20 | Østrig – Tjekkiet    | 26–36 | 13-16 | Maria Enzersdorf |
| 20.10. | 19:15 | Sverige – Slovenien  | 27–20 | 15-10 | Skövde           |
| 22.10. | 16:00 | Tjekkiet – Sverige   | 21–30 | 12-16 | Most             |
| 23.10. | 17:00 | Slovenien – Østrig   | 29–28 | 13-13 | Ljubljana        |
| 21.3   | 18:00 | Tjekkiet – Slovenien | 31–19 | 16-11 | Most             |
| 22.3   | 20:25 | Østrig – Sverige     | 26–26 | 14-13 | Krems            |
| 24.3   | 14:00 | Sverige – Østrig     | 39–17 | 16-10 | Norrköping       |
| 25.3   | 19:00 | Slovenien – Tjekkiet | 21–29 | 10-15 | Ljubljana        |
| 30.5.  | 18:00 | Tjekkiet – Østrig    | 28-22 | 12-11 | Zlin             |
| 31.5.  | 18:00 | Slovenien – Sverige  | 23–26 | 10-15 | Velenje          |
| 2.6.   | 15:35 | Østrig – Slovenien   | 29–26 | 15-11 | Maria Enzersdorf |
| 2.6.   | 18:15 | Sverige – Tjekkiet   | 34–24 | 14-13 | Kristianstad     |

| Hold      | Kampe | Mål     | Point |
| --------- | ----- | ------- | ----- |
| Sverige   | 6     | 182-131 | 11    |
| Tjekkiet  | 6     | 169-152 | 8     |
| Østrig    | 6     | 148-184 | 3     |
| Slovenien | 6     | 138-170 | 2     |

#### Gruppe 6
| Dato   | Tid   | Kamp                 | Res.  | Pause | Spillested        |
| ------ | ----- | -------------------- | ----- | ----- | ----------------- |
| 19.10. | 18:00 | Kroatien – Italien   | 40–15 | 21-70 | Novigrad          |
| 19.10. | 21:30 | Danmark – Slovakiet  | 36–24 | 15-14 | Holstebro         |
| 22.10. | 18:00 | Slovakiet – Kroatien | 23–34 | 10-18 | Michalovce        |
| 23.10. | 18:00 | Italien – Danmark    | 22–27 | 10-14 | Mestrino          |
| 21.3.  | 18.00 | Kroatien – Danmark   | 21–19 | 13-10 | Rijeka            |
| 21.3.  | 18.00 | Italien – Slovakiet  | 19–25 | 09-12 | Salerno           |
| 24.3.  | 17:00 | Danmark – Kroatien   | 27–31 | 12-10 | Randers           |
| 25.3   | 18:00 | Slovakiet – Italien  | 23–15 | 13-80 | Hlolovec          |
| 30.5   | 18.00 | Slovakiet – Danmark  | 18–24 | 05-12 | Povazská Bystrica |
| 30.5   | 18.00 | Italien – Kroatien   | 12–34 | 07-19 | Oderzo            |
| 2.6.   | 15:00 | Danmark – Italien    | 38–21 | 18-80 | Roskilde          |
| 3.6    | 17:30 | Kroatien – Slovakiet | 26–20 | 18-12 | Novigrad          |

| Hold      | Kampe | Mål     | Point |
| --------- | ----- | ------- | ----- |
| Kroatien  | 6     | 186-116 | 12    |
| Danmark   | 6     | 171-137 | 8     |
| Slovakiet | 6     | 133-154 | 4     |
| Italien   | 6     | 104-187 | 0     |

#### Gruppe 7
| Dato   | Tid   | Kamp              | Res.  | Pause | Spillested      |
| ------ | ----- | ----------------- | ----- | ----- | --------------- |
| 19.10. | 17:00 | Ukraine – Schweiz | 31–20 | 16-10 | Zaporizjzja     |
| 20.10. | 18:00 | Spanien – Island  | 27–22 | 13-9  | Madrid          |
| 23.10. | 16:00 | Island – Ukraine  | 20–21 | 11-80 | Reykjavik       |
| 23.10. | 17:00 | Schweiz – Spanien | 20–29 | 06-15 | Genève          |
| 21.3   | 18:00 | Ukraine – Spanien | 22–23 | 12-13 | Zaporizjzja     |
| 22.3.  | 19:30 | Schweiz – Island  | 19–26 | 12-15 | Sankt Gallen    |
| 25.3   | 11:00 | Spanien – Ukraine | 27–28 | 13-10 | Estella-Navarra |
| 25.3   | 16:00 | Island – Schweiz  | 31–16 | 15-90 | Reykjavík       |
| 30.5.  | 19:30 | Island – Spanien  | 21–18 | 08-10 | Hlioarendi      |
| 31.5.  | 19:30 | Schweiz – Ukraine | 25–27 | 14-15 | Kloten          |
| 2.6.   | 18:00 | Spanien – Schweiz | 29–19 | 15-80 | Guadalajara     |
| 3.6.   | 17:00 | Ukraine – Island  | 22–20 | 15-11 | Zaporizjzja     |

| Hold    | Kampe | Mål     | Point |
| ------- | ----- | ------- | ----- |
| Ukraine | 6     | 151-135 | 10    |
| Spanien | 6     | 153-132 | 8     |
| Island  | 6     | 140-123 | 6     |
| Schweiz | 6     | 119-173 | 0     |

#### Ekstra plads
Efter Holland havde frasagt sig værtskabet for slutrunden, besluttede EHF at Hollands plads skulle overtages at den bedste treer i grupperne, når man kun regnede med resultater opnået mod hold, der sluttede som nr. 1 og 2 i grupperne. Den ekstra plads tilfaldt Island.